# Добролюбов Микола Олександрович
Мико́ла Олекса́ндрович Добролю́бов (рос. Николай Александрович Добролюбов; нар. 24 січня (5 лютого) 1836, Нижній Новгород — пом. 17 (29) листопада 1861, Санкт-Петербург) — російський літературний критик, публіцист.

## Життєпис

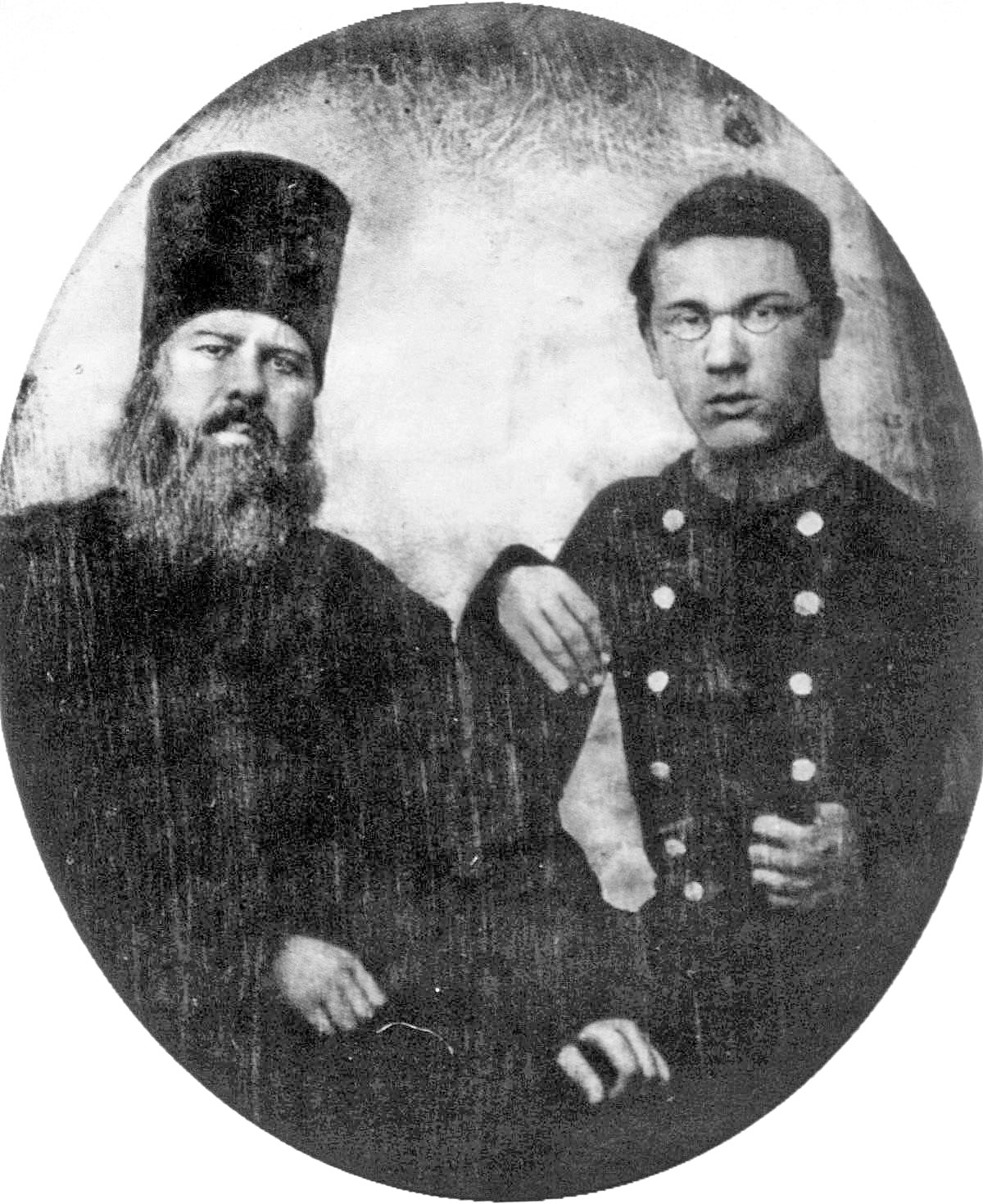
Микола Добролюбов з батьком Олександром Івановичем

Народився в сім'ї священика Олександра Івановича Добролюбова. Батьків брат — Василь Іванович Добролюбов — став фінансистом, автором першого російськомовного посібника з банківської бухгалтерії.
1857 року закінчив Головний педагогічний інститут у Петербурзі.
Друкуватися почав 1856 року. Від 1857 року став одним із керівників журналу «Современник», від 1859 року редагував його сатиричний відділ — «Свисток». У «Современнике» друкувалися основні праці, рецензії та нотатки Добролюбова.
Від кінця травня 1860 року до липня 1861 року перебував за кордоном — у Франції та Італії — на лікуванні через сухоти. Повертаючись додому, відвідав Одесу та Харків. Помер 29 листопада 1861 року від сухот.
Після смерті Миколи Добролюбова його поетична спадщина набуває популярності. Одним з найвідоміших віршів поета є його останній вірш «Друже мій, я помираю…» («Милый друг, я умираю…»)